# 高雄水上警察署
高雄水上警察署，是台灣日治時代高雄市的警察署，位在新濱町，現高雄港務警察局之前身。

## 簡介
昭和15年（1940年）設置，管轄高雄市沿岸部，署長由警視任之。高雄市其餘區域由高雄東警察署、高雄西警察署管轄。

## 管轄區域
以下是昭和19年（1944年）高雄水上署直轄和轄下警察官吏派出所（以下簡稱派出所）管轄區域一覽。
| 名稱           | 位置   | 受持區域               |
| -------------- | ------ | ---------------------- |
| 直轄           | 新濱町 | 新濱町三丁目、新南群島 |
| 旗後水上派出所 | 旗後町 | 旗後町三丁目           |